# وای: آخرین مرد

وای: آخرین مرد یک مجموعه کتاب کمیک است که توسط برایان کی واگان نوشته و توسط پیا گورا طراحی شده‌است.
این مجموعه در مورد مردی به نام Yorick Brown است که از مرگ دسته جمعی پستانداران مذکر نجات می‌یابد.